# Chie Shinohara
Chie Shinohara (篠原千絵 Shinohara Chie?, nacida el 15 de febrero) es una galardonada mangaka japonesa especialmente conocida por el manga Río rojo. En Japón el manga es conocido como Sora wa Akai Kawa no Hotori: Anatolia Story. Shinohara recibió el premio Shōgakukan en la categoría shōjo, el año 1987 por el trabajo llamado Yami no Purple Eye y en el 2001 por Red River.

## Obras
Este es una lista de trabajos hechos por Shinohara. No en todas ellas tuvo participación directa. Algunas obras fueron coproducidas.
- Akatsuki no Lion
- Ao no Fūin (Blue Seal) - 1992–94
- Houmonsha wa Mayonaka ni (visitante de medianoche) - 1984
- Kioku no Ashiato
- Kootta Natsu no Hi (Frozen Summer Day)
- Mizu ni Sumu Hana (Romance of Darkness) - 2004
- Mokugekisha ni Sayounara (Farewell to the Eyewitness) - 1985
- Nanika ga yami de mite iru (Something Watching in the Dark) - 1986
- Ryouko no Shinreijikenbo (A Record of Ryoko's Psychic Events) - 1988–91
- Sanninme ga Kieta (A Third Person Disappeared) - 1992
- Soshite Gokai no Suzu ga naru (Then Five Bells Rang)
- Sora wa Akai Kawa no Hotori: Anatolia Story (Red River) - 1995–2002
- Touboukyuukou (Runaway Express)
- Umi no Yami, Tsuki no Kage (Moon Shadow on a Dark Sea) - 1986–91
- Yami no Purple Eye (Purple Eye of Darkness) - 1984–87